# Aphaenogaster syriaca
Aphaenogaster syriaca är en myrart som beskrevs av Carlo Emery 1908. Aphaenogaster syriaca ingår i släktet Aphaenogaster och familjen myror.

## Underarter
Arten delas in i följande underarter:
- A. s. schmitzi
- A. s. syriaca